# Provincia di Agusan del Sur
Agusan del Sur è una provincia filippina situata nella regione di Caraga, nell'isola di Mindanao. Il capoluogo è Prosperidad.

## Storia
La provincia di Agusan del Sur è stata costituita nel 1967 con il Republic Act n.4979 che sancì la divisione dell'Agusan del Norte, con il quale aveva formato dal 1914 la regione di Agusan.

## Geografia fisica
L'Agusan del Sur è una provincia situata nella parte nord-orientale dell'isola di Mindanao. È fortemente caratterizzata dalla presenza del fiume Agusan che la attraversa da nord a sud formando un'ampia valle tra le due catene montuose che corrono parallelamente ad est e ad ovest. Il fiume Agusan sfocia nel Mare di Bohol presso la baia di Butuan, dopo aver attraversato l'Agusan del Norte, provincia con la quale l'Agusan del Sur divide tutto il confine settentrionale. Gli altri confini sono con le province di Misamis Oriental e Bukidnon ad ovest, Davao del Norte, Compostela Valley e Davao Oriental a sud, Surigao del Sur ad est.
Questa provincia non ha sbocchi sul mare ed ha il 75% del suo territorio coperto da foreste. La parte meridionale è caratterizzata dalla presenza di un'ampia zona umida con paludi e da un gran numero di laghi, tra i quali il maggiore è quello di Talacogon. La zona umida dell'Agusan del Sur è la più grande di tutte le Filippine ed ha una grandissima importanza florofaunistica.

## Geografia antropica

### Suddivisioni amministrative
L'Agusan del Sur è diviso in 14 municipalità:
| - Bayugan - Bunawan - Esperanza - La Paz - Loreto - Prosperidad - Rosario - San Francisco | - San Luis - Santa Josefa - Sibagat - Talacogon - Trento - Veruela |

## Economia
Le risorse principali sono l'agricoltura (riso, mais, banane, noci di cocco), la pesca e lo sfruttamento forestale. Quest'ultimo è responsabile di un progressivo depauperamento del patrimonio boschivo che dovrà necessariamente essere maggiormente regolamentato. Nella zona di Talacogon sono concentrate le industrie della provincia, tutte strettamente legate all'attività primaria.
È da sottolineare il buono sviluppo della pesca, grazie alla grande abbondanza offerta dalle acque dolci dei fiumi e dei laghi della provincia.